# Amtsgericht Wriezen

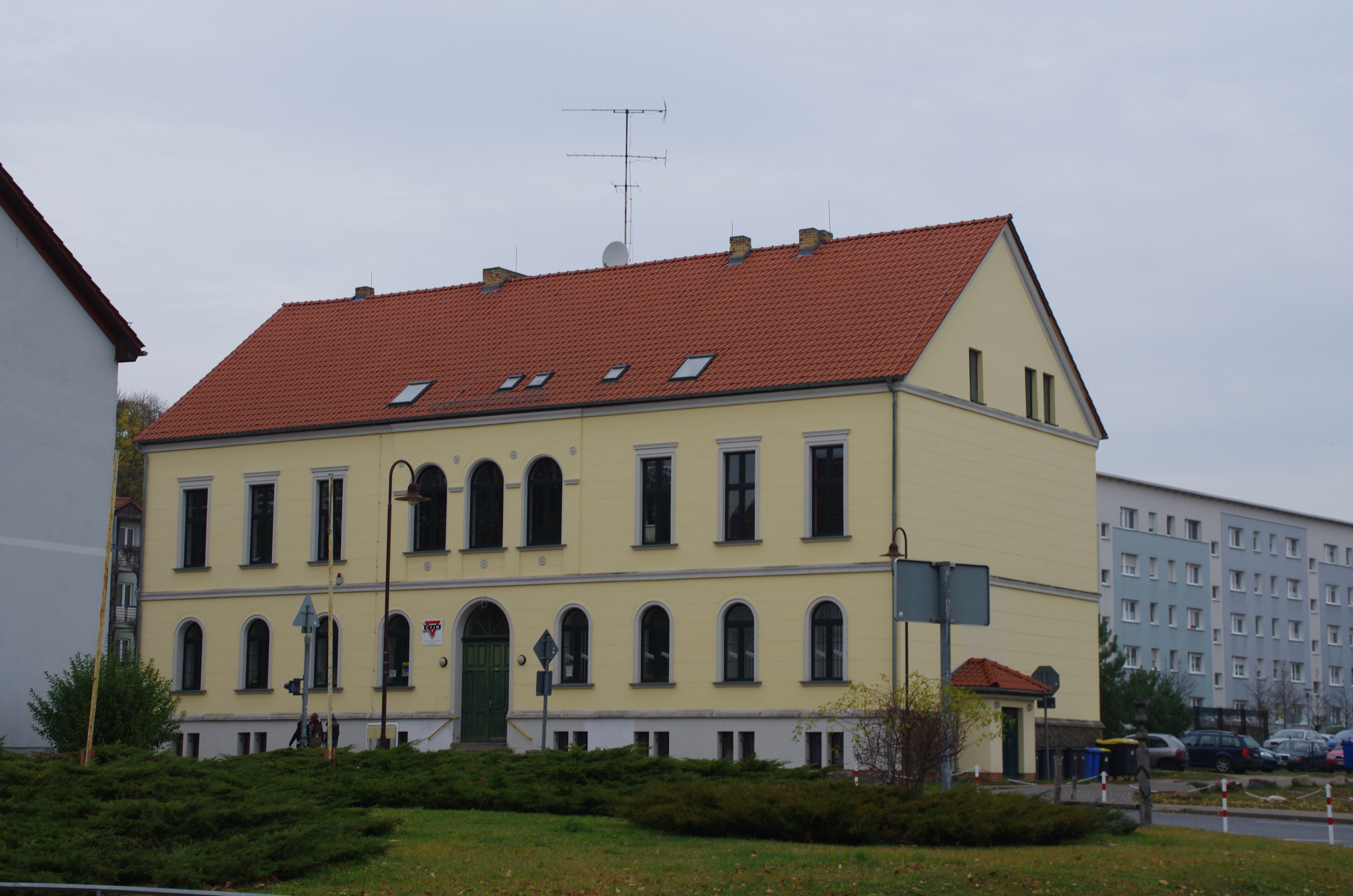
Ehem. Amtsgerichtsgebäude (2012)

Das Amtsgericht Wriezen war ein preußisches Amtsgericht mit Sitz in Wriezen, Provinz Brandenburg.

## Geschichte
Seit 1849 bestanden in Preußen Kreisgerichte. Das Kreisgericht Wriezen war dem Kammergericht nachgeordnet. Im Rahmen der Reichsjustizgesetze wurden diese Gerichte 1879 aufgehoben. Das königlich preußische Amtsgericht Wriezen wurde mit Wirkung zum 1. Oktober 1879 als eines von zwölf Amtsgerichten im Bezirk des Landgerichtes Prenzlau im Bezirk des Kammergerichtes gebildet. Der Sitz des Gerichts war die Stadt Wriezen. Sein Gerichtsbezirk umfasste den Landkreis Oberbarnim ohne die Teile, die den Amtsgerichten Alt-Landsberg, Eberswalde, Freienwalde und Strausberg zugeordnet waren sowie aus dem Landkreis Königsberg, die Amtsbezirke Carlshof-Carlsbiese und Wustrow und der Gemeindebezirk und Gutsbezirk Alt-Reetz aus dem Amtsbezirk Reetz. Am Gericht bestanden 1880 drei Richterstelle. Das Amtsgericht war damit ein mittelgroßes Amtsgericht im Landgerichtsbezirk.
Im Jahre 1945 wurde das Amtsgericht Wriezen den Landgericht Eberswalde zugeordnet. Zum 1. Juli 1951 wurde das Amtsgericht Wriezen aufgehoben und sein Sprengel dem Amtsgericht Bad Freienwalde zugeordnet. In der DDR wurden 1952 die Amtsgerichte und damit auch das Amtsgericht Bad Freienwalde aufgehoben und Kreisgerichte, darunter das Kreisgericht Bad Freienwalde für den Kreis Bad Freienwalde, gebildet. Das Amtsgericht Wriezen wurde auch nach dem Zusammenbruch der DDR nicht mehr eröffnet.

## Amtsgerichtsgebäude
Das Gerichtsgebäude (Hospitalstraße 38) steht als Baudenkmal unter Denkmalschutz.